# 신앙고백주의
신앙고백주의(Confessionalism)란 종교적 가르침 전체에 대해 완전하고 확실한 동의를 중시하는 형태를 칭한다.  신앙고백주의자들은 만일 어떤 자들이 다른 자신들이 믿는 것과 다른 해석이나 정반대 되는 가르침을 가질 경우, 서로 교제가 불가능하다고 믿는다. 
특히, 기독교 교육과 기독교 정치에서 실질적으로 적절하게 사용되는 문제와 직면한다. 예를 들면, 기독교 학교에서 어떤 특정한 교리를 강제적으로 주입해야 하는가 또는 단지 "기독교인의 가치"를 가르치는 것으로 멈추어야 하는가에 대한 접근방법을 갖게 된다.  마찬가지로, 어떤 기독교 정당에서는 비기독교인들은 정당에 가입 자체가 불가능한지 여부로 의견이 갈리게 된다.  이럴 경우 신앙고백주의자들은 가입이 불가능하다고 주장한다.  

## 개혁주의에서 신앙고백
마틴루터와 존 칼빈을 따르는 칼빈주의 전통에서 신앙고백은 기본적으로 반드시 구독해야 할 의무를 가졌다.  그 이유는 두가지로 나눌 수 있다.
첫째는 '왜냐하면' 의 측면이다.  그것은 고백서가 성경적이기 때문에 반드시 구독해야 한다는 것이다.  이런 가르침은 기존의 전통적인 루터란과 칼빈주의자들에 의해 행해져 왔다.
둘째는 '에 한해서' 의 측면이다.  그것은 고백서가 성경적이다라는 한해서 구독한다는 의미다.  

## 같이 보기
- 황제교황주의
- 정교분리
- 국교